# تپه شهر سوخته ۲۱۴
تپه شهر سوخته ۲۱۴ مربوط به هزاره سوم قبل از میلاد است و در شهرستان زابل، بخش شیب آب، دهستان لوتک، روستای حومه شهر سوخته، ۱۴ کیلومتری جنوب غربی پایگاه باستان‌شناسی شهر سوخته واقع شده و این اثر در تاریخ ۱۵ اسفند ۱۳۸۵ با شمارهٔ ثبت ۱۷۹۴۲ به‌عنوان یکی از آثار ملی ایران به ثبت رسیده است.